# Ronde van Italië 2011/Eenentwintigste etappe
De eenentwintigste en  laatste etappe van de Ronde van Italië 2011 wordt op 29 mei 2011 verreden in de omgeving van Milaan. Het is een individuele tijdrit over een afstand van 32,8 km.

## Uitslagen
| Milaan 32,8 km (individuele tijdrit) |                     |                     |         |
| Plaats                               | Naam                | Ploeg               | Tijd    |
| Winnaar                              | David Millar        | Team Garmin-Cervélo | 30'13"  |
| 2                                    | Alex Rasmussen      | Team HTC-High Road  | + 0'07" |
| 3                                    | Alberto Contador    | Saxo Bank-Sungard   | + 0'36" |
| 4                                    | Richie Porte        | Saxo Bank-Sungard   | + 0'43" |
| 5                                    | Jaroslav Popovytsj  | Team RadioShack     | + 0'55" |
| 6                                    | Jos van Emden       | Rabobank            | + 1'02" |
| 7                                    | Cameron Meyer       | Team Garmin-Cervélo | + 1'04" |
| 8                                    | Patrick Gretsch     | Team HTC-High Road  | + 1'08" |
| 9                                    | Tiago Machado       | Team RadioShack     | + 1'12  |
| 10                                   | Kanstantsin Siwtsow | Team HTC-High Road  | + 1'16" |
|                                      |                     |                     |         |
| 14                                   | Kristof Vandewalle  | Quick Step          | + 1'24" |

| Algemeen klassement |                     |                     |           |
| Plaats              | Naam                | Ploeg               | Tijd      |
| Roze trui           | Alberto Contador    | Saxo Bank-Sungard   | 84u05'14" |
| 2                   | Michele Scarponi    | Lampre-ISD          | + 6'10"   |
| 3                   | Vincenzo Nibali     | Liquigas-Cannondale | + 6'56"   |
| 4                   | John Gadret         | AG2R-La Mondiale    | + 10'04"  |
| 5                   | Joaquim Rodríguez   | Team Katjoesja      | + 11'05"  |
| 6                   | Roman Kreuziger     | Astana              | + 11'28"  |
| 7                   | José Rujano         | Androni Giocattoli  | + 12'12"  |
| 8                   | Denis Mensjov       | Geox-TMC            | + 12'18"  |
| 9                   | Steven Kruijswijk   | Rabobank            | + 13'51"  |
| 10                  | Kanstantsin Siwtsow | Team HTC-High Road  | + 14'10"  |
|                     |                     |                     |           |
| 23                  | Jan Bakelants       | Omega Pharma-Lotto  | + 55'07"  |

## Nevenklassementen
| Puntenklassement |                   |                    |        |
| Plaats           | Naam              | Ploeg              | Punten |
| Rode trui        | Alberto Contador  | Saxo Bank-Sungard  | 202    |
| 2                | Michele Scarponi  | Lampre-ISD         | 122    |
| 3                | Vincenzo Nibali   | Liquigas           | 121    |
|                  |                   |                    |        |
| 11               | Jan Bakelants     | Omega Pharma-Lotto | 63     |
| 17               | Steven Kruijswijk | Team Rabobank      | 46     |

| Bergklassement |                   |                    |        |
| Plaats         | Naam              | Ploeg              | Punten |
| Groene trui    | Stefano Garzelli  | Acqua & Sapone     | 67     |
| 2              | Alberto Contador  | Saxo Bank-Sungard  | 58     |
| 3              | José Rujano       | Androni Giocattoli | 43     |
|                |                   |                    |        |
| 10             | Johnny Hoogerland | Vacansoleil-DCM    | 21     |
| 14             | Jan Bakelants     | Omega Pharma-Lotto | 17     |

| Jongerenklassement |                   |                     |           |
| Plaats             | Naam              | Ploeg               | Tijd      |
| Witte trui         | Roman Kreuziger   | Team Astana         | 84u16'42" |
| 2                  | Steven Kruijswijk | Team Rabobank       | + 2'23"   |
| 3                  | Peter Stetina     | Team Garmin-Cervélo | + 38'41"  |
|                    |                   |                     |           |
| 4                  | Jan Bakelants     | Omega Pharma-Lotto  | + 43'39"  |

| Ploegenklassement |                  |            |
| Plaats            | Ploeg            | Tijd       |
| 1                 | Team Astana      | 252u44'52" |
| 2                 | Team Movistar    | + 10'00"   |
| 3                 | AG2R-La Mondiale | + 11'23"   |

1e etappe ·
2e etappe ·
3e etappe ·
4e etappe ·
5e etappe ·
6e etappe ·
7e etappe ·
8e etappe ·
9e etappe ·
10e etappe ·
11e etappe ·
12e etappe ·
13e etappe ·
14e etappe ·
15e etappe ·
16e etappe ·
17e etappe ·
18e etappe ·
19e etappe ·
20e etappe ·
21e etappe
Startlijst · Eindstanden · Afbeeldingen